# 顶级美味大奖
国际美味奖，又名顶级美味大奖是由位于比利时布鲁塞尔的国际美味评鉴所（International Taste  Institute，简称ITI）创立的一年两届、针对品牌食品与饮品风味的奖项。产品的评鉴基于由专业厨师、品酒师和饮料专家组成的评委会对其的品尝，因此，风味达到甚至超过评委预期的产品（通过评委针对产品感官分析指标打分的分数高低来体现），将被授予相应级别的该奖章。该奖项的设立旨在提高消费者对食品饮料类产品风味的认知并促进优质美味产品的推广。

## 参评产品范围
所有标准化生产的食品和饮料都有资格参加该奖项的评鉴。无论是小规模的生产企业还是大型的跨国公司，无论是创新的饮食还是传统的小吃，只要有意参加该奖项的评鉴，都会得到一视同仁的对待。

## 评鉴委员会
(官方資料)国际风味评鉴所与来自国际品酒师协会“Association de la Sommellerie Internationale (简称ASI)”以及众多的欧洲专业餐饮烹饪厨师协会合作，所有参加评比的食品和饮品均由精心挑选的欧洲顶级名厨、品酒师和饮料专家所评鉴，保证了所有参加评比的食品和饮品得到最专业的认证。以下为国际风味评鉴所的合作伙伴名单：
- Académie Culinaire de France
- Academy of Culinary Arts (UK) （页面存档备份，存于）
- Årets Kock of Sweden （页面存档备份，存于）
- Associação de Cozinheiros Profissionais de Portugal （页面存档备份，存于）
- Euro-Toques
- Federación de Asociaciones de Cocineros de España
- Federazione Italiana Cuochi （页面存档备份，存于）
- Hellenic Chef’s Association （页面存档备份，存于）
- Jeunes Restaurateurs d’Europe （页面存档备份，存于）
- Maîtres Cuisiniers de France （页面存档备份，存于）
- Meesterkoks van België （页面存档备份，存于）
- Verband der Köche Deutschlands （页面存档备份，存于）

## 评鉴过程
所有参评的产品均须在每年4月底及11月底之前在网上报名（食品与饮品类产品的截止日期不同）。评鉴活动将在布鲁塞尔举行。所有参评的产品均以匿名的形式接受评委的盲测。参评的食品和饮品将分别由首席厨师评鉴团和品酒师/饮料专家评鉴团分别品评。
参赛产品将被划分为约270个种类。每一个产品都将依据其自身的口感特点进行品评。所有参赛产品均不会被进行同类比较。食品和饮料将会依据相应的参评厂商所提供的说明进行预处理/烹调。每种产品将由至少24名评委组成的评鉴小组共同品评。
评鉴团将根据以下5项标准对每个参评产品进行视觉、嗅觉和味觉等的评鉴。
1. 第一印象
2. 视觉
3. 味觉
4. 嗅觉
5. 余韵/质地

每项标准将以分数形式（根据评委打分高低）进行总分数的统计，以决定产品是否进入获奖范围并进而划分该参评产品的奖章等级。最后，每个参评产品的生产厂商均会受到一份对于该产品详细的感观品鉴报告和一份对该产品的建议及其详细说明。
此项奖项只要支付报名费并经评审评分后，有70%分以上的产品便能获一星奖。如分数低于70%以下，则不予授奖。产品是由一些评审盲测打分数，从1-100分，根据第一印象、外观、香味、味觉以及口味，没有对比其他产品。
根据报导，2016年的数据，1,859项报名的产品中，获奖的共有1309项，其中约有19%（361项产品）获得三星美味肯定。
https://www.harpersbazaar.com/tw/Luxury/gourmet/news/a2096/itqi-award/ （页面存档备份，存于）

## 奖项等级
所有获得超过70分以上的参评产品都会依据以下标准进行奖项等级划分：
1. 一星奖：参评产品获得70分到80分，视为表现良好的产品
2. 二星奖：参评产品获得80分到90分，视为表现优异的产品
3. 三星奖：参评产品获得90分以上，视为表现卓越的产品

## 奖项运用
若产品荣获国际美味奖，生产厂商可应用以下授权来有效利用奖项：
1. 国际美味奖证书&奖章：每个获奖的产品将获得一份国际美味奖的印刷证书。每个获奖的公司还将获得国际风味评鉴所颁发的徽章。
2. 三年全球有效许可：生产厂商将被授予为期3年的全球有效许可，可在产品的宣传中使用国际美味奖（Superior Taste Award）标识、注册商标和相关名称、标识和图片。
3. 国际美味奖商标：生产厂商将获得国际美味奖商标的下载许可权，包含多种高清格式和多种语言供下载使用。
4. 营销素材和个性化线上宣传素材：生产厂商将获得包含国际美味奖标识、贴纸和桌旗的实体营销素材组。同时还可以线上在线取得公开素材，新闻稿、照片和影片，以及个性化的营销工具（包含照片及影片）。